# Coupe de la Ligue sénégalaise de football 2024
Navigation
Coupe de la Ligue 2023 Coupe de la Ligue 2025
La coupe de la Ligue Sénégalaise de football 2024 est la 12e édition de la coupe de la Ligue de football sénégalaise, organisée par la LSFP.

## Déroulement de la compétition

### Calendrier
| Tour | Nom                 | Date                  | Participants |
| 1    | Premier tour        | 24 et 25 janvier 2024 | 24           |
| 2    | Huitièmes de finale |                       | 16 (12+4)    |
| 3    | Quarts de finale    |                       | 8            |
| 4    | Demi-finales        |                       | 4            |
| 5    | Finale              |                       | 2            |

### Participants
| Clubs de Ligue 1 (14)    | Clubs de Ligue 2 (14)    |
| arrivent en 8e de finale | arrivent au premier tour |
| ------------------------ | ------------------------ |
| Teungueth FC             | AS Douanes               |
| Stade de Mbour           | Thiès FC                 |
| AS Génération Foot       | RS Yoff                  |
| Casa Sports              | Wally Daan FC            |
| arrivent au premier tour |                          |
| Guédiawaye FC            | AJEL de Rufisque         |
| Sonacos                  | Keur Madior FC           |
| ASC Jaraaf               | CNEPS Excellence         |
| Jamono Fatick            | Demba Diop FC            |
| Diambars FC              | ASAC Ndiambour           |
| AS Pikine                | Oslo FA Dakar            |
| AS Dakar Sacré-Cœur      | DUC                      |
| ASCE La Linguère         | NGB Niarry Tally         |
| US Ouakam                | Amitié FC                |
| US Gorée                 | ASC HLM Dakar            |

### Premier tour
Le premier tour aurait finalement lieu les 4 et 5 février
Plusieurs matchs est tout la compétition est interrompu, en raison des reports des élections présidentielles pour éviter des troubles à l’ordre
La reprise a été annoncée les restes des matchs aura lieu le 18 et 19 février.
Finalement la coupe de la ligue 2024 a été abandonnée elle ne sera pas repris.
| Club (division)          | Score    | Club (division)       | T.a.b |
| ------------------------ | -------- | --------------------- | ----- |
| Guédiawaye FC (L1)       | 2 - 1    | Wally Daan FC (L2)    |       |
| CNEPS Excellence (L2)    |          | US Ouakam (L1)        |       |
| DUC (L2)                 |          | ASC HLM Dakar (L2)    |       |
| ASCE La Linguère (L1)    | 0 - 0    | AJEL de Rufisque (L2) |       |
| NGB Niarry Tally (L2)    |          | US Gorée (L1)         |       |
| AS Dakar Sacré-Cœur (L1) | 2 - 2    | ASC Jaraaf (L1)       |       |
| Keur Madior FC (L2)      | 1 - 0    | Oslo FA Dakar (L2)    |       |
| Thiès FC (L2)            | 1 - 0    | Sonacos (L1)          |       |
| AS Pikine (L1)           | 2 - 2 ap | ASAC Ndiambour (L2)   | 3 - 2 |
| RS Yoff (L2)             |          | AS Douanes (L2)       |       |
| Demba Diop FC (L2)       | 0 - 1    | Diambars FC (L1)      |       |
| Jamono Fatick (L1)       | 2 - 1    | Amitié FC (L2)        |       |

### Huitièmes de finale
Les huitièmes de finale .
Entrent en lice :
- AS Génération Foot
- Stade de Mbour
- Casa Sports
- Teungueth FC

| Club (division) | Score | Club (division) | T.a.b |
| --------------- | ----- | --------------- | ----- |
|                 |       |                 |       |
|                 |       |                 |       |
|                 |       |                 |       |
|                 |       |                 |       |
|                 |       |                 |       |
|                 |       |                 |       |
|                 |       |                 |       |
|                 |       |                 |       |

### Quarts de finale
Les quarts de finale 
| Club (division) | Score | Club (division) | T.a.b |
| --------------- | ----- | --------------- | ----- |
|                 |       |                 |       |
|                 |       |                 |       |
|                 |       |                 |       |
|                 |       |                 |       |

### Demi finale
Les demi-finales 
| Club (division) | Score | Club (division) | T.a.b |
| --------------- | ----- | --------------- | ----- |
|                 |       |                 |       |
|                 |       |                 |       |

### Finale
La finale 
| (UTC+1) |
| ------- |

| Club (division) | Score | Club (division) | T.a.b |
| --------------- | ----- | --------------- | ----- |
|                 |       |                 |       |